# 9025 Polanskey
9025 Polanskey è un asteroide della fascia principale. Scoperto nel 1988, presenta un'orbita caratterizzata da un semiasse maggiore pari a 3,2322378 UA e da un'eccentricità di 0,1528791, inclinata di 1,99603° rispetto all'eclittica.